# Maurizio Micangeli

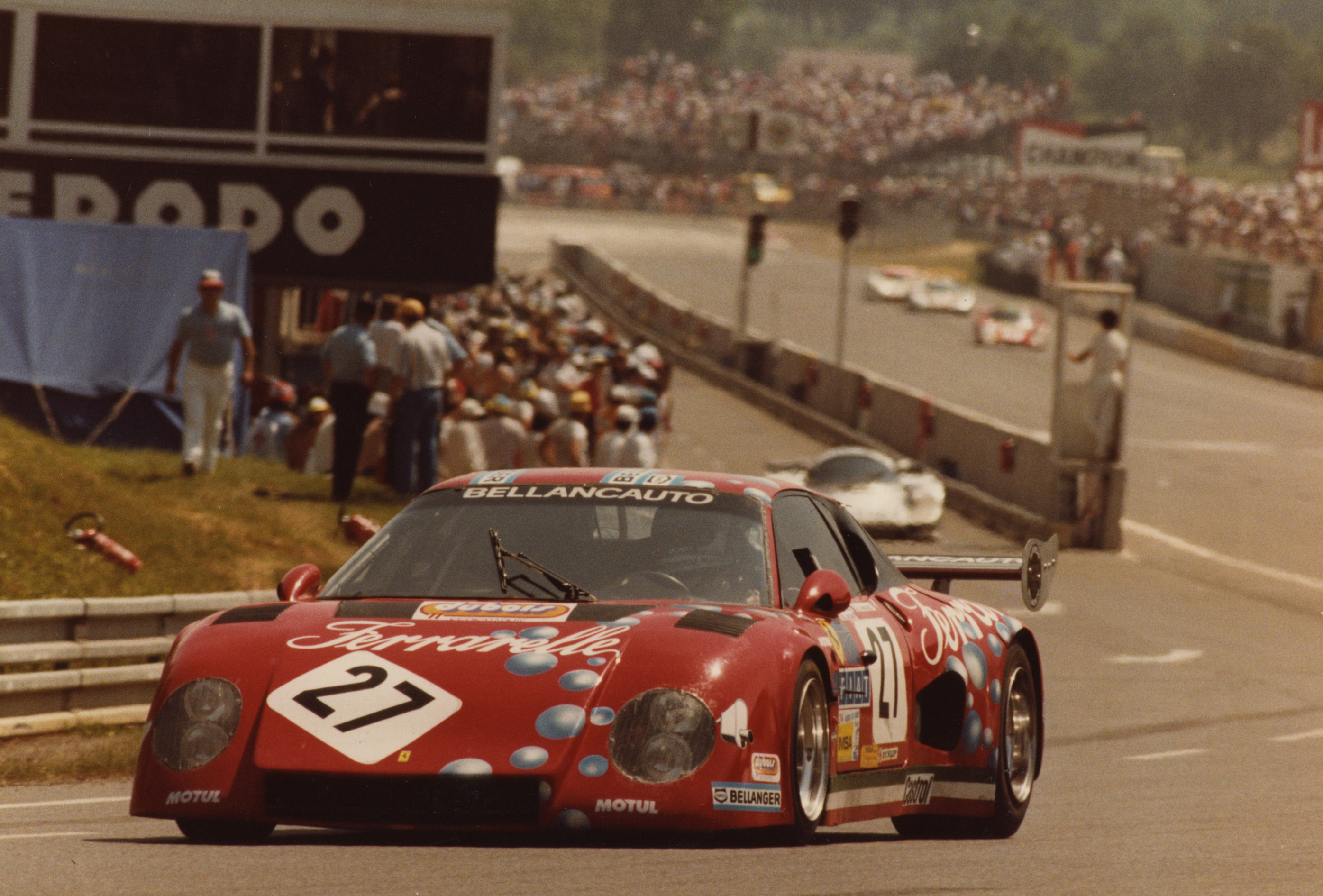
Der Ferrari 512 BB LM von Roberto Marazzi, Dominique Lacaud und Maurizio Micangeli beim 24-Stunden-Rennen von Le Mans 1984

Maurizio Micangeli (* 15. November 1944 in Rom) ist ein ehemaliger italienischer Autorennfahrer.

## Karriere als Rennfahrer
Maurizio Micangeli war zwischen 1967 und 1987 als Touren- und Sportwagenpilot aktiv. Seinen ersten internationalen Renneinsatz hatte er beim 1000-km-Rennen von Monza 1967, wo er nach einem technischen Defekt am Porsche 904 GTS ausfiel. Seine beste Platzierung bei einem internationalen Sportwagenrennen war der dritte Rang beim 6-Stunden-Rennen von Vallelunga 1977 gemeinsam mit Carlo Pietromarchi im De Tomaso Pantera.
In den späten 1980er-Jahren fuhr er in erster Linie in der Tourenwagen-Europameisterschaft. Hier war sein bestes Ergebnis der dritte Gesamtrang beim 500-km-Rennen von Donington 1987. Micangeli war in seiner Karriere dreimal beim 24-Stunden-Rennen von Le Mans am Start, konnte sich aber nie platzieren.

## Statistik

### Le-Mans-Ergebnisse
| Jahr | Team                           | Fahrzeug          | Teamkollege            | Teamkollege        | Platzierung     | Ausfallgrund    |
| ---- | ------------------------------ | ----------------- | ---------------------- | ------------------ | --------------- | --------------- |
| 1979 | Carlo Pietromarchi             | De Tomaso Pantera | Gianfranco Brancatelli | Carlo Pietromarchi | nicht klassiert |                 |
| 1980 | Scuderia Supercar Bellcantauto | Ferrari 512 BB LM | Fabrizio Violati       | Spartaco Dini      | Ausfall         | Unfall          |
| 1984 | Scuderia Bellancauto           | Ferrari 512BB LM  | Roberto Marazzi        | Dominique Lacaud   | Ausfall         | Getriebeschaden |

### Einzelergebnisse in der Sportwagen-Weltmeisterschaft
| Saison | Team                                                                      | Rennwagen                        | 1   | 2   | 3   | 4   | 5   | 6   | 7   | 8   | 9   | 10  | 11  | 12  | 13  | 14  | 15  | 16  | 17  |
| ------ | ------------------------------------------------------------------------- | -------------------------------- | --- | --- | --- | --- | --- | --- | --- | --- | --- | --- | --- | --- | --- | --- | --- | --- | --- |
| 1967   |                                                                           | Porsche 904                      | DAY | SEB | MON | SPA | TAR | NÜR | LEM | HOK | MUG | BRH | CCE | ZEL | OVI | NÜR |     |     |     |
| 1967   |                                                                           | Porsche 904                      | DNF |     |     |     |     |     |     |     |     |     |     |     |     |     |     |     |     |
| 1973   | Carlo Pietromarchi                                                        | De Tomaso Pantera                | DAY | VAL | DIJ | MON | SPA | TAR | NÜR | LEM | ZEL | WAT |     |     |     |     |     |     |     |
| 1973   | Carlo Pietromarchi                                                        | De Tomaso Pantera                |     |     | DNF |     |     |     |     |     |     |     |     |     |     |     |     |     |     |
| 1976   | Scuderia Brescia Corse                                                    | De Tomaso Pantera                | MUG | VAL | NÜR | MON | SIL | IMO | NÜR | ZEL | PER | WAT | MOS | DIJ | DIJ | SAL |     |     |     |
| 1976   | Scuderia Brescia Corse                                                    | De Tomaso Pantera                |     | 9   |     |     |     |     | 22  | 8   |     |     |     |     |     |     |     |     |     |
| 1977   | Maurizio Micangeli                                                        | De Tomaso Pantera                | DAY | MUG | DIJ | MON | SIL | NÜR | VAL | PER | WAT | EST | LEC | MOS | IMO | SAL | BRH | HOK | VAL |
| 1977   | Maurizio Micangeli                                                        | De Tomaso Pantera                |     | DNF |     |     |     |     |     |     |     |     |     |     |     |     | 14  |     | 3   |
| 1978   | Maurizio Micangeli Guida Monaci Scuderia Brescia Corse Micangeli Brothers | De Tomaso Pantera                | DAY | SEB | MUG | TAL | DIJ | SIL | NÜR | LEM | MIS | DAY | WAT | VAL | ROD |     |     |     |     |
| 1978   | Maurizio Micangeli Guida Monaci Scuderia Brescia Corse Micangeli Brothers | De Tomaso Pantera                |     |     | 8   |     |     |     | 13  |     | DNF |     |     | DNF |     |     |     |     |     |
| 1979   | Carlo Pietromarchi                                                        | De Tomaso Pantera                | DAY | SEB | MUG | TAL | DIJ | RIV | SIL | NÜR | LEM | PER | DAY | WAT | SPA | BRH | ROA | VAL | ELS |
| 1979   | Carlo Pietromarchi                                                        | De Tomaso Pantera                |     |     | 7   |     |     |     |     |     | DNF | DNF |     |     |     |     |     | DNF |     |
| 1980   | Scuderia Bellancauto Maurizio Micangeli                                   | Ferrari 512 BB De Tomaso Pantera | DAY | BRH | SEB | MUG | MON | RIV | SIL | NÜR | LEM | DAY | WAT | SPA | MOS | ROA | VAL | DIJ |     |
| 1980   | Scuderia Bellancauto Maurizio Micangeli                                   | Ferrari 512 BB De Tomaso Pantera |     |     |     |     |     |     |     |     | DNF |     |     |     |     |     | DNF |     |     |
| 1984   | Scuderia Bellancauto                                                      | Ferrari 512 BB                   | MON | SIL | LEM | NÜR | BRH | MOS | SPA | IMO | FUJ | KYA | SAN |     |     |     |     |     |     |
| 1984   | Scuderia Bellancauto                                                      | Ferrari 512 BB                   |     |     | DNF |     |     |     |     | DNF |     |     |     |     |     |     |     |     |     |